# Ausweispflicht
Ausweispflicht bezeichnet die Pflicht einer natürlichen Person, einen gültigen Ausweis zu besitzen. Davon zu unterscheiden ist die weitergehende Mitführpflicht, in der ein Ausweis auch jederzeit vorgezeigt werden können muss.

## Allgemeines
In engerem Sinne ist die staatsbürgerliche Pflicht gemeint, einen amtlichen Identitätsnachweis zu besitzen und auf Verlangen einer zur Identitätsfeststellung berechtigten Behörde (Gericht, Polizei) vorzulegen. Weltweit üblich ist eine Ausweispflicht bei Grenzübertritten (Grenzkontrolle), als Identitätsnachweis dient bei der Ein- und Ausreise in der Regel ein Reisepass. Gewöhnlich müssen die Ausweisdokumente auch während des Aufenthaltes im jeweiligen Ausland verfügbar sein, allerdings müssen sie nur selten ständig mitgeführt werden. Für die eigenen Staatsbürger besteht innerhalb der meisten Länder keine allgemeine Ausweispflicht. Zu diesen Ländern zählen auch die Schweiz und Österreich. Zu den wenigen Ausnahmen gehört Deutschland: Hier besteht eine Ausweispflicht auch für Deutsche ab 16 Jahren, jedoch nur in bestimmten Fällen auch eine Mitführpflicht.
Im weiteren Sinne gelten Ausweispflichten auch teilweise im privaten Bereich: Zum Beispiel darf an manchen Vereins- oder Gruppenveranstaltungen nur teilnehmen, wer einen Mitgliedsausweis besitzt, und manches Firmengelände darf nur mit Mitarbeiter- oder Besucherausweis betreten werden. Manche Berufsgruppen, zum Beispiel Polizeibeamte, dürfen ihren Beruf nur mit ihrem Dienstausweis ausüben.

## Nationale Regelungen für Staatsbürger

### Deutschland
Während der NS-Diktatur wurde 1938 erstmals die Ausweispflicht in Form der Kennkarte zunächst für Juden und wehrfähige Männer eingeführt und am 10. September 1939, kurz nach Kriegsbeginn, auf alle über 15 Jahre alten deutschen Staatsbürger ausgeweitet.
Deutsche im Sinne des Art. 116 Abs. 1 GG sind seither auch in der Bundesrepublik nach § 1 Personalausweisgesetz (PAuswG) verpflichtet, sobald sie 16 Jahre alt sind und der allgemeinen Meldepflicht unterliegen oder sich überwiegend in Deutschland aufhalten, einen gültigen Ausweis (also Personalausweis oder Reisepass) zu besitzen und ihn auf Verlangen einer zur Feststellung der Identität berechtigten Behörde vorzulegen sowie einen Abgleich mit dem Lichtbild des Ausweises zu ermöglichen. Die Identitätsfeststellung erfolgt vor allem in strafrechtlichen Ermittlungsverfahren aufgrund § 163b StPO und in Ordnungswidrigkeitenverfahren gem. § 46 OWiG. Ein Verstoß kann als Ordnungswidrigkeit nach § 32 Abs. 1 Nr. 1 und Nr. 2 PAuswG mit einem Bußgeld bis zu 3.000 Euro belegt werden.
Eine gesetzliche Mitführpflicht besteht hingegen nur in Ausnahmefällen, zum Beispiel für Arbeitnehmer bestimmter Branchen während ihrer Arbeitszeit zur Verhinderung illegaler Beschäftigung. Auch wer eine Waffe führt, muss gem. § 38 Abs. 1 Nr. 1 Waffengesetz seinen Personalausweis oder Pass mit sich führen und Polizeibeamten oder sonst zur Personenkontrolle Befugten auf Verlangen zur Prüfung aushändigen (§ 38 Abs. 2 WaffG). § 53 Abs. 1 Nr. 20, Abs. 2 WaffG sieht bei Verstößen eine Geldbuße bis zu 10.000 Euro vor.
Nach allgemeiner Meinung besteht darüber hinaus keine gesetzliche Pflicht, einen Ausweis ständig mitzuführen oder sich ohne Grund auf amtliche Aufforderung auszuweisen. Während es Teile der rechtswissenschaftlichen Literatur deshalb für unzulässig halten, abweichend vom PAuswG durch landesrechtliche Verordnung eine Ausweispflicht (etwa aufgrund des Infektionsschutzgesetzes) zu begründen, hat es das OVG Lüneburg abgelehnt, eine Ausweispflicht in Prostitutionsstätten nach der Niedersächsischen Corona-Verordnung vom 7. Oktober 2020 vorläufig außer Vollzug zu setzen. Danach mussten die Betreiber einer Prostitutionsstätte oder eines Prostitutionsfahrzeugs den Familiennamen, den Vornamen, die vollständige Anschrift und eine Telefonnummer (Kontaktdaten) der Kunden erheben sowie das Erhebungsdatum und die Erhebungsuhrzeit dokumentieren und die angegebenen Daten durch Vorlage amtlicher Ausweisdokumente mit Bild überprüfen.
Bürger jener Staaten, in denen das Freizügigkeitsabkommen der EU gilt (d. h. der Europäischen Union einschließlich des Europäischen Wirtschaftsraums wie auch der Schweiz), müssen nach § 8 des Freizügigkeitsgesetzes/EU während ihres Aufenthaltes einen Pass oder anerkannten Passersatz besitzen und diesen bei der Einreise in die Bundesrepublik mitführen, um ihn beim Grenzübertritt auf Verlangen vorzeigen zu können.
Für alle anderen Ausländer, die in die Bundesrepublik einreisen oder sich im Bundesgebiet aufhalten, besteht nach § 3 des Aufenthaltsgesetzes eine Passpflicht.
Nach § 1 Absatz 3 PAuswG kann die jeweils zuständige Personalausweisbehörde Personen von der Ausweispflicht befreien, die sich zum Beispiel „wegen einer dauerhaften Behinderung nicht allein in der Öffentlichkeit bewegen können“ oder „voraussichtlich dauerhaft in einem Krankenhaus, einem Pflegeheim oder einer ähnlichen Einrichtung untergebracht sind“. Gefängnisinsassen benötigen nach Absatz 2 des Personalausweisgesetzes ebenfalls keinen gültigen Ausweis; hier ist eine Befreiung nicht erforderlich.

### Österreich
In Österreich besteht für die eigenen Staatsbürger keine Ausweispflicht. Personen, die die österreichische Staatsbürgerschaft nicht besitzen, brauchen für die Einreise, während des Aufenthalts sowie für die Ausreise einen gültigen Reisepass, Angehörige der EWR-Staaten zumindest einen Personalausweis. Wer weder EWR- noch Schweizer Bürger ist, muss stets einen Ausweis bei sich tragen und bei einer Identitätsfeststellung vorzeigen. Muss man sich aus den verschiedensten Gründen, wie beispielsweise bei einem Notar, ausweisen, kann man sich ohne Ausweis zum Beispiel auch eines Identitätszeugen bedienen. Einzelne Materiengesetze enthalten jedoch Ausweispflichten: Wer beispielsweise ein Kraftfahrzeug lenkt, muss einen Lichtbildausweis mitführen, auch wenn für das KFZ kein Führerschein notwendig ist.

### Schweiz
Die Schweiz kennt ebenso keine Ausweispflicht. Allerdings ist eine eindeutige Identifikation über die 13-stellige Nummer bei der Alters- und Hinterlassenenversicherung möglich. Neben dem Reisepass kann auch eine Identitätskarte als Ausweis verwendet werden, beispielsweise für den Grenzübertritt in den und innerhalb des EWR/CEFTA-Raums und mehrere andere Länder.

### USA
Auch in den Vereinigten Staaten existiert keine Ausweispflicht, oft mit der Begründung, die Einführung einer solchen sei ein Schritt zum Überwachungsstaat. In den Vereinigten Staaten hat allerdings die Sozialversicherungsnummer die Funktion einer eindeutigen Identifizierung übernommen und der Führerschein die eines Lichtbildausweises. Für Staatsbürger ohne bestandene Führerscheinprüfung besteht die Möglichkeit, eine Identification (ID) Card zu erwerben. Diese erfüllt ebenfalls die Funktion eines Lichtbildausweises. In manchen Staaten der Vereinigten Staaten wird zusätzlich eine Liquor ID ausgestellt. Sie zeigt an, dass der Besitzer alt genug ist, Alkohol zu konsumieren (zum Beispiel älter als 21).

### Großbritannien
In Großbritannien besteht weder eine Ausweis- noch eine Mitführpflicht und es existieren keine Personalausweise. Ein Versuch der Labour-Regierung im Jahr 2008, Personalausweise auf freiwilliger Basis einzuführen, scheiterte, die liberal-konservative Nachfolgeregierung hat die in der Bevölkerung unbeliebten Ausweise im Mai 2010 wieder abgeschafft.
Praktisch jedoch verfügen die Briten über ausreichende Möglichkeiten, sich auszuweisen. Die meisten Briten besitzen Reisepass und Führerschein, letzterer enthielt in Großbritannien bis 1998 kein Lichtbild. Diese werden – teils in Verbindung mit einer aktuellen Strom-/Telefon-/Gasrechnung als Adressnachweis – für eine Vielzahl von Geschäften wie Bankkontoeröffnung, Anmeldung in Bibliotheken oder Videotheken und Ähnliches verwendet.
Zudem existieren mehrere freiwillige Age Cards (Portman Group, Citizen Card, Connexions Card, Validate UK) mit einem einheitlichen PASS-Hologramm, die als Altersnachweis für den Erwerb altersbeschränkter Produkte dienen.

### Irland
In Irland besteht weder eine Ausweis- noch eine Mitführpflicht. Die meisten Bürger besitzen aber einen Lichtbildausweis in Form eines Reisepasses und/oder eines Führerscheins. Darüber hinaus existieren für über 18-Jährige auch fakultative, von der Garda Síochána (Polizei) ausgestellte Age Cards, die eine ähnliche Funktion wie die amerikanische Liquor ID haben.

### Niederlande
In den Niederlanden gilt seit Anfang 2005, dass alle Personen ab 14 Jahren auf Verlangen einer dazu berechtigten Behörde einen Ausweis vorlegen müssen, und zwar sofort vor Ort. Der Ausweis muss also faktisch jederzeit mitgeführt werden. Eine ausdrückliche gesetzliche Mitführpflicht besteht aber nicht, weshalb eine Ausweiskontrolle also nicht allein zu dem Zweck durchgeführt werden darf, zu prüfen, ob eine Person ihren Ausweis mitführt. Lange Zeit hatte eine solche Regelung – wegen der Erinnerung an die deutsche Besatzungszeit, während der eine Mitführpflicht herrschte – als nicht durchsetzbar gegolten.

### Portugal
In Portugal müssen alle Personen über 16 Jahren an öffentlichen Plätzen einen Ausweis mitführen. Sicherheitskräfte dürfen Ausweise in begründeten Verdachtsfällen kontrollieren, wenn die kontrollierte Person zuvor über ihre Rechte und den Grund der Identitätsfeststellung informiert wurde.